# Festival du cinéma méditerranéen de Montpellier 2021
Le Festival du cinéma méditerranéen de Montpellier 2021, 43e édition du festival, se déroule du 15 au 23 octobre 2021.

## Déroulement et faits marquants
Le 23 octobre 2021, le palmarès est dévoilé : le jury décerne l'Antigone d'or au film Hive de Blerta Basholli, le prix de la critique est remis au film Costa Brava, Lebanon de Mounia Akl et le prix du public au film Anima bella de Dario Albertini,.
Deux membres du jury sont absents de la clôture: Claire Burger et Pierre Deladonchamps.

## Jury

### Longs métrages
- Asia Argento, actrice, réalisatrice (présidente du jury)
- Claire Burger, réalisatrice
- David Carretta, musicien
- Pierre Deladonchamps, acteur
- Camille Vidal-Naquet, réalisateur

## Sélection

### En compétition
- Anima bella de Dario Albertini  Italie
- Six Jours à Barcelone (Sis dies corrents) de Neus Ballús  Espagne
- Luzzu de Alex Camilleri  Malte
- As Far as I Can Walk (Strahinja Banović) de Stefan Arsenijević  Serbie
- Libertad de Clara Roquet  Espagne
- Amira de Mohamed Diab  Égypte
- Souad de Ayten Amin  Égypte
- Costa Brava, Lebanon de Mounia Akl  Liban
- Hive de Blerta Basholli  Kosovo
- Et il y eut un matin de Eran Kolirin  Israël

### Film d'ouverture
- Enquête sur un scandale d'État de Thierry de Peretti  France

### Film de clôture
- Rose de Aurélie Saada  France

### Avant-premières
- Tre piani de Nanni Moretti  Italie
- Rosy de Marine Barnerias  France
- O fim do Mundo de Basil da Cunha  Portugal
- Les Choses humaines de Yvan Attal  France
- Madres paralelas de Pedro Almodóvar  Espagne
- Presque de Bernard Campan et Alexandre Jollien  France
- Mes frères et moi de Yohan Manca  France
- My Lover The Killer de Marc Hurtado  France
- Mystère de Denis Imbert  France
- Memory Box de Khalil Joreige et Joana Hadjithomas  France
- Las niñas de Pilar Palomero  Espagne
- A Chiara de Jonas Carpignano  Italie
- Kung Fu Zohra de Mabrouk El Mechri  France

### Séance spéciale
- Cahiers noirs de Shlomi Elkabetz  Israël

### Les rendez vous du cinéma bis
- Le Grand Silence de Sergio Corbucci  Italie
- Django de Sergio Corbucci  Italie
- On l'appelle Trinita de Enzo Barboni  Italie
- El Chuncho de Damiano Damiani  Italie

## Palmarès

### Longs métrages
- Antigone d'or : Hive de Blerta Basholli
- Prix de la critique : Costa Brava, Lebanon de Mounia Akl
- Prix du public : Anima bella de Dario Albertini